# Курейка (река)
Куре́йка (Люма) — река в Красноярском крае России, правый приток Енисея — 6-й по площади бассейна и 4-й по длине.

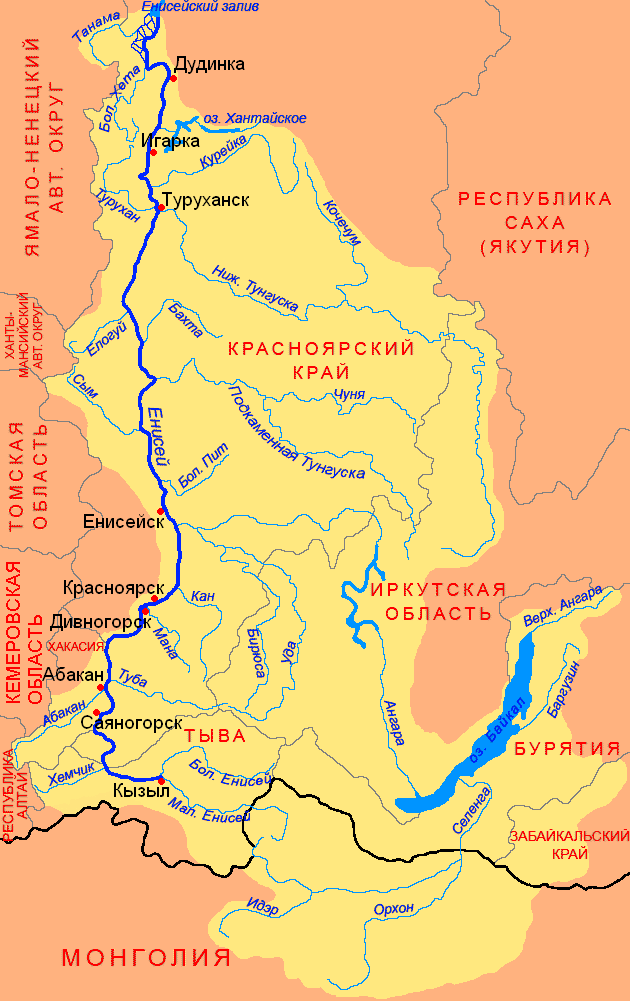
Бассейн Енисея

Исток реки находится в центральной части плато Путорана, далее она течёт на север, протекая через озёра Ядун и Анама. После впадения реки Яктали, Курейка поворачивает на юго-запад и течёт к Енисею через озеро Дюпкун. Ширина реки в районе устья около 1 км.

## Основные притоки
Указаны притоки длиной 50 км и более.
| Название            | Расстояние от устья | Длина | Положение |
| ------------------- | ------------------- | ----- | --------- |
| Хариусовая          | 28                  | 58    | левый     |
| Большая Кожарка     | 40                  | 100   | правый    |
| Пелядка             | 76                  | 67    | левый     |
| Малая Типтур-Орокта | 124                 | 77    | правый    |
| Деген               | 163                 | 75    | левый     |
| Авам                | 179                 | 73    | правый    |
| Эндэ                | 274                 | 172   | левый     |
| Яктали              | 467                 | 73    | правый    |
| Дялдукта            | 563                 | 52    | левый     |
| Люмакан             | 572                 | 55    | правый    |
| Бельдунчана         | 646                 | 195   | правый    |
| Ядун                | 666                 | 93    | левый     |
| Гонгда              | 747                 | 128   | левый     |

В 101 км от впадения реки в Енисей расположена Курейская ГЭС и посёлок гидроэнергетиков Светлогорск. Уровень воды в нижнем течении регулируется сбросом воды из водохранилища гидроэлектростанции. Навигация осуществляется со второй половины июня по начало октября.
На реке расположен Большой Курейский водопад.

## Гидрология
Длина — 888 км, площадь бассейна — 44 700 км². Среднегодовой расход воды в устье — 730 м³/с.
| Средний расход воды (м³/с) реки Курейка по месяцам с 1936 по 1992 гг. (замеры производились на гидрологическом посту в Светлогорске) |